# 人民連合 (チリ)
人民連合（じんみんれんごう、西: Unidad Popular、 UP）は、チリにおいて1960年代末から70年代にかけて存在した左翼政党連合の名称である。1970年に成立したアジェンデ政権の与党であったが、73年のクーデターによって崩壊した。日本では、国名を加えて「チリ人民連合」と称されることも多い。
起源は、1937年に社会党・共産党・急進党・労働組合などが結集して結成された人民戦線に遡る。人民戦線は1938年の大統領選挙で急進党のペドロ・アギレ・セルダを、1942年の大統領選でも急進党のファン・アントニオ・リオスを当選させたが、その後人民戦線の各党間の対立が激しくなり、社会党が人民戦線を脱退、残る共産党と急進党の同盟によって1946年に大統領に当選した急進党ガブリエル・ゴンサレス・ビデラは、1948年、それまで共闘していた共産党を非合法化、人民戦線は名実ともに崩壊した。
1956年、非合法下の共産党は社会党・他左翼諸党派と再び連合して人民行動戦線(FRAP)を結成、1958年にイバニェス政権下で共産党が再合法化されると、同年の大統領選挙では社会党のサルバドール・アジェンデが人民行動戦線の統一候補として立候補、28.8%の得票を得たが、3人の有力候補の中で僅差で2位となり敗北した。続く1964年の大統領選挙でもアジェンデは再び人民行動戦線から立候補、得票を39%に伸ばしたが、保守・中道の統一候補となったキリスト教民主党のエドゥアルド・フレイに大差で敗れた。
1969年、キリスト教民主党の左派が脱党、またかつて人民戦線の共闘相手だった急進党が左傾化したことなどから、人民行動戦線はより広範な政党連合に移行、人民連合と改称した。そして1970年、3度目の立候補となったサルバドール・アジェンデが大統領に当選した。しかし、アジェンデ政権下で、人民連合に所属しない武装組織の左翼革命運動(MIR)を極とする急進派と共産党を極とする穏健派の対立が発生し、アジェンデ政権末期の政治的混乱の一因ともなった。1973年のクーデターによってアジェンデ政権は倒れ、人民連合も崩壊した。

## 構成政党
人民連合に参加、あるいは関係があったのは、以下の各党である。
- チリ社会党 Partido Socialista de Chile,PS
- チリ共産党 Partido Comunista de Chile,PCCH
- 急進党 Partido Radical,PR
- 人民統一行動運動　 Movimiento de Acción Popular Unitario, MAPU

中道政党のキリスト教民主党から左派が分裂して1969年に結成した政党。議会勢力としては小党派だったが農民運動に影響力があった。小党だが、党内で左翼革命運動よりの急進派と共産党よりの穏健派の対立があり、急進派は各地で土地占拠運動などを展開した。クーデターの後路線を変更して政策を穏健化させ、1988年に主流派は中道左派の「民主主義のための党」 (Partido por la Democracia,PPD) に参加、一部は社会党に合同したが、一部の分派はMAPUラウタロ派として武力闘争を行った。
- 独立人民行動 Acción Popular Independiente, API　小党派
- キリスト教左翼 Izquierda Cristiana, IC

MAPUと同様、キリスト教民主党の左派から分裂して1971年に結成。MAPUからも一部の党員が合流した。1973年の総選挙で1議席を得ただけの小党派だが、17年間の軍事政権下でも存続し、現在は共産党・ヒューマニスト党などとともに左翼連合フント・ポデーモス・マスに参加している。
- 革命左派運動 Movimiento de Izquierda Revolucionaria, MIR

正式には人民連合の加盟政党ではない。1965年、社会党左派から分裂して結成。キューバ革命に影響されて議会主義を否定し、武力闘争路線を取った。従って選挙に候補を立てることはなく、公式には人民連合ともアジェンデともいっさい無関係だった。しかし実際には社会党左派、MAPU、労働運動などに影響力を持ち、人民連合内各党の急進化と党内での穏健派との抗争の大きな要因となるとともに、穏健派の共産党と激しく対立した。また、指導者格のしかし1973年のクーデター以降、軍事政権の弾圧によって壊滅的打撃を受けると、武力闘争に路線変更した共産党と共同歩調をとるようになる。その後いくつかのグループに分裂したが、主流派は1989年の民政復帰とともに武力闘争を放棄、左翼連合フント・ポデーモス・マスに参加している。